# Escut del Fondó de les Neus
L'escut del Fondó de les Neus és el símbol representatiu oficial del municipi valencià del Fondó de les Neus (Vinalopó Mitjà). Té el següent blasonament:
| « | Escut partit i migtruncat. Al primer, d'or, quatre pals de gules. Al segon, també d'or, tres pals de gules. Al tercer, d'or, una campana d'atzur. Per timbre, una corona reial tancada. | » |

## Història
L'escut s'aprovà per Ordre de 29 de juliol de 1987, de la Conselleria d'Administració Pública, publicada en el DOGV núm. 648, del 25 d'agost de 1987.
Els quatre pals al·ludeixen a la seva pertinença al Regne de València, dins el terme d'Asp fins al 1839. Al costat, les armes dels Corella, antics senyors de la vila.